# Standing In The Sun
«Standing In The Sun» es la tercera canción dentro del segundo álbum solista de Slash, el actual guitarrista de Guns N' Roses, Velvet Revolver, entre otros grabada para el álbum Apocalyptic Love.

## Composición
Para la canción Standing In The Sun, Slash usó su denominada Gibson Les Paul "Appetite For Slash", al igual que en la canción "Halo" y "Bad Rain" porque la Les Paul con la cual grabó el Appetite For Destruction la estaban reparando. El Intro y el Outro de la canción fue algo muy espontáneo para Slash ya que él no quería un final cualquiera, hasta que comenzó a jugar con la guitarra y encontró esto.

## Créditos
Slash featuring Myles Kennedy and the Conspirators
- Slash – solista
- Myles Kennedy – voz, guitarra rítmica
- Todd Kerns – bajo, coros
- Brent Fitz – batería

Otros aportes
- Eric Valentine – Productor discográfico, ingeniero, mezcla

## Posicionamiento en listas
| Lista (2012)                           | Mejor posición |
| -------------------------------------- | -------------- |
| Canadá (Active Rock Chart)             | 4              |
| Estados Unidos (Mainstream Rock Songs) | 4              |
| Estados Unidos (Rock Songs)            | 28             |